# Anubis
Anubis este denumirea în greaca clasică a zeului egiptean cu cap de șacal (sau câine) asociat mumificării și vieții de apoi. În limba egipteană veche, Anubis era cunoscut ca Inpu (nume alternative Anupu, Ienpw etc.).

## Mitologie
Anubis (găsit și sub numele de Inpew, Yinepu sau Anpu) este numele zeului ce ghida spiritele morților în lumea de dincolo. Acesta este supranumit „Zeul Ținutului Sfânt” și al lui Khentamentiu (un zeu precedent lui Anubis). Deoarece egiptenii credeau că Valea morților se află spre vest, aceștia îl denumeau și „Regele Vestului”. Venerarea lui Anubis pare a exista din cele mai vechi timpuri ale Egiptului Antic, fiind posibil chiar mai veche decât cea a lui Osiris - acest fapt fiind confirmat de asocierea sa cu Ochiul lui Horus și de către textele inscripționate în mormântul faraonului Unas. În textele mormântului lui Unas se precizează următoarele: „Unas alăturându-se spiritelor, acestea trei fiind Anubis, apoi Amenti și apoi Osiris”.
Anubis este deseori descris ca fiind un bărbat de culoare neagră cu cap de șacal sau ca fiind un șacal negru. Egiptologul Flinders Petrie consideră conceptul lui Anubis astfel: egiptenii observând șacalii pe lângă morminte, au asociat șacalul cu omul creându-l astfel pe zeu. Pentru a arăta importanța sa în lumea morților, capul său era pictat cu negru, aceasta fiind și o reprezentare a fertilității. Anubis era considerat, pe lângă ghidul sufletelor decedaților, ca fiind zeul îmbălsămării și paznicul mormintelor.
Deoarece egiptenii nu făceau o deosebire mare dintre șacali și câini, există posibilitatea confuziei între aceste animale. Deși despre Anubis se face deseori referire prin cuvântul sab(ce însemna șacal) mai degrabă decât iwiw(ce însemna câine), este încă nesigură specia canină din care facea parte.
Când egiptenii au început să îl venereze mai mult pe Osiris decât pe Anubis, acestuia i s-au retras multe dintre muncile sale, precum ghid al spiritelor sau paznicul morților, rămânând a fi zeul îmbălsămării. Când o înmormântare avea loc, preotul ce urma să mumifice decedatul purta o mască în formă de șacal, fiind astfel denumit „Supravegetorul misterelor” sau hery seshta simbolizând astfel întruparea zeului în preot.  Anubis este fiul lui Nephthys și Seth, sau al lui Nephthys și Osiris, acest lucru fiind însă incert. Există de asemenea și varianta în care Nephthys l-a dat în creștere lui Isis pe Anubis pentru ca Seth să nu afle de relația extraconjugală pe care a avut-o cu Osiris. Anubis avea o fiică numită Kebechet, descrisă ca fiind un șarpe. Aceasta era considerată zeița purificării și a prospețimii. Kebechet îl ajuta pe tatăl său la îmbălsămări aducându-i apă sfântă pentru ca acesta să poată termina procesul de mumificare; pe lângă aceasta ea păzea corpul împotriva forțelor negative pentru ca sufletul să rămână proaspăt. Soția lui Anubis este Anput, deoarece deasupra capului are șacalul deasupra casei sale. Aceasta este mama lui Kebechet.
Egiptenii credeau că Anubis este inventatorul mumificării datorită faptul că acesta a ajutat-o pe Isis să își readucă la viață soțul, după ce Seth îl omorâse, bandajând corpul zeului în haine de pânză de in țesute de Isis și Nephthys pentru a fi sigur că acestea nu vor putrezi.

## Galerie

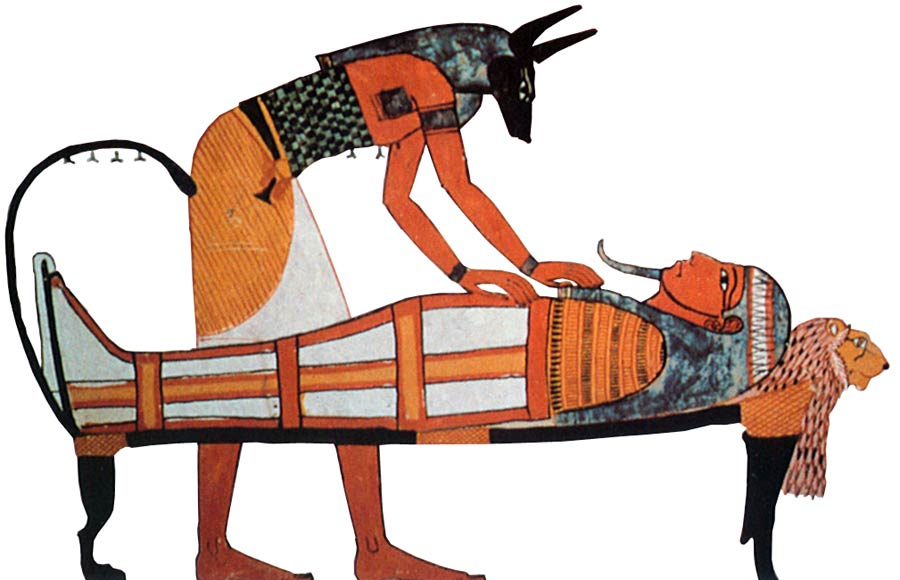
Zeul Anubis este inventatorul mitic al îmbălsămării și al mumificării; în această imagine el pregătește trupul lui Sennedjen.
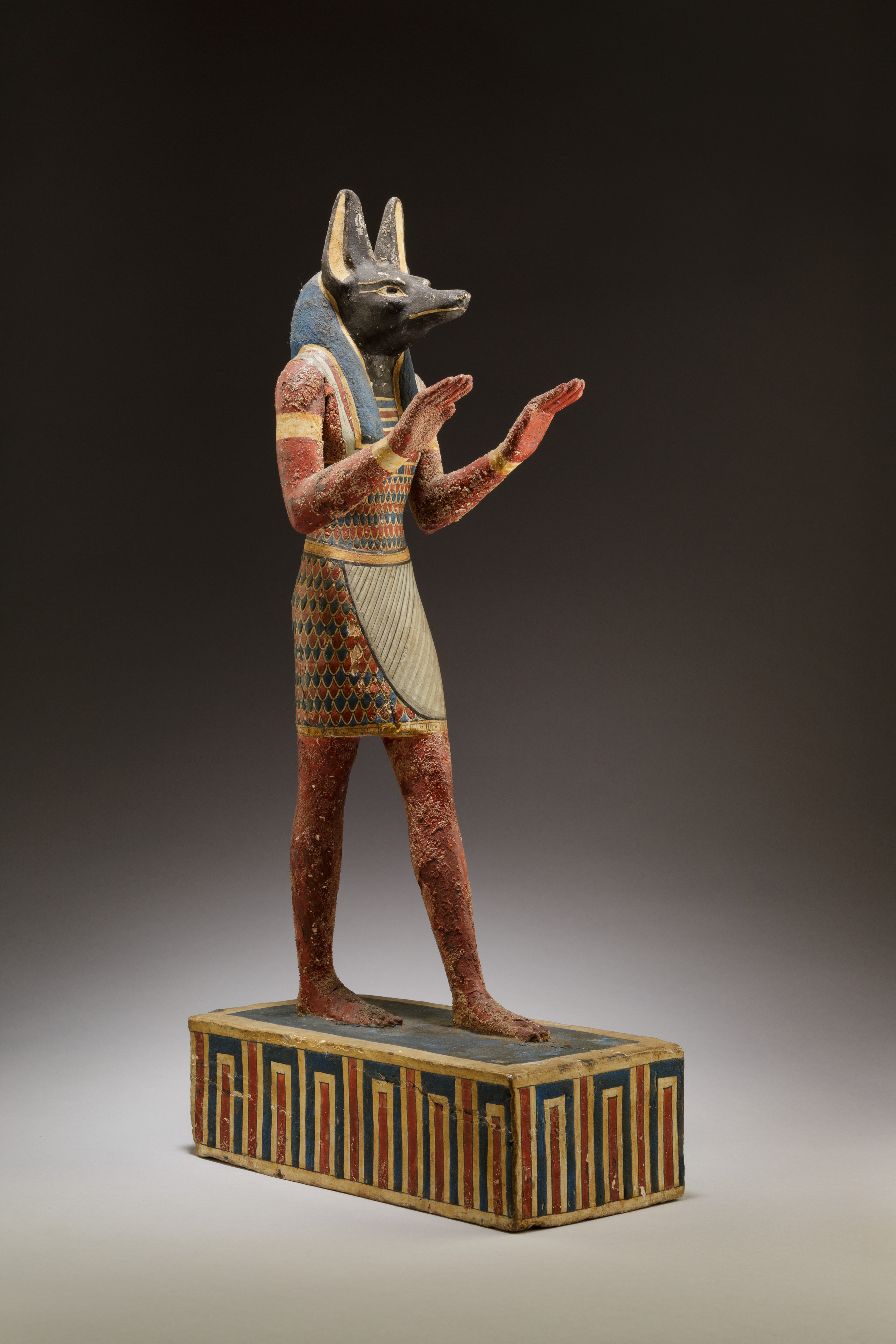
Statuie cu Anubis, 332–30 î.Hr.; Metropolitan Museum of Art
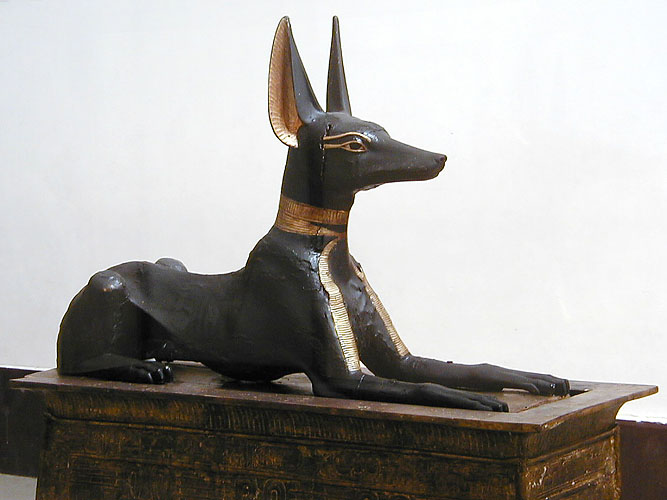
Anubis așezat, mormântul lui Tutankhamon